# Галанский, Виктор Андреевич
Виктор Андреевич Галанский (30 июня 1954) — советский футболист, защитник и полузащитник.

## Биография
Воспитанник футбольных секций города Таш-Кумыр и фрунзенского спортинтерната. В 1973 году был в заявке взрослого состава «Алги».
В ходе сезона 1973 года перешёл в «Кайрат», где поначалу играл за дубль. Дебютный матч за основной состав клуба в высшей лиге сыграл 27 апреля 1974 года против «Карпат». Всего за сезон принял участие в 16 матчах, а его команда вылетела из высшей лиги. На следующий год сыграл 18 матчей в первой лиге.
Призывался в молодёжную сборную СССР.
В 1976 году вернулся во Фрунзе и в течение двух сезонов выступал за «Алгу» во второй лиге. Также в эти годы продолжал включаться в заявку «Кайрата», но более не играл за этот клуб.
В 23-летнем возрасте завершил выступления в соревнованиях мастеров, затем некоторое время играл в командах КФК.
В данный момент (январь 2023 года) пенсионер, живёт в Российской Федерации, в городе Губкин, Белгородской области. Неоднократно отказывался от предложений стать тренером Губкинской футбольной команды. Ссылается на то, что, в связи с возрастом, психологически будет сложно.